# Тыко Вылка
Ты́ко Вы́лка (русское имя — Илья́ Константи́нович Вы́лка, 15 [27] февраля 1886, Белушья Губа, Архангельская губерния — 28 сентября 1960, Архангельск) — советский ненецкий художник, сказитель, общественно-политический деятель. Стоял у истоков ненецкой литературы. Автор эпических сказаний. За свою активную гражданскую и общественно-политическую позицию получил неформальное звание «Президент Новой Земли».

## Биография
Родился 28 февраля 1886 года в становище Белушья Губа на Новой Земле, рос среди ненецких охотников. Имя «Тыко» означает «оленёнок», «олешек», родители так назвали его за любознательность. Фамилия Вылка происходит от ненецкого слова вы — «тундра» («житель тундры», «тундровик»). Отец Тыко Вылки — известный на острове охотник на морского зверя Ханец Вылка — был одним из немногих грамотных жителей Новой Земли.
Рисовать начал в 1904 году, копировал картинки из отрывного календаря, оставленного зимовавшим промышленником, чайные обертки.
В 1901 году на Новую Землю прибывает известный полярный художник Александр Борисов. В путешествие по Новой Земле Борисов взял молодого Вылку. Путешественники прошли и проехали на собаках почти 400 км. Во время этой поездки по Новой Земле художник делал зарисовки, в результате чего молодой Тыко заинтересовался живописью. Заметив талант юного ненца, всю последующую зиму и весну Борисов обучал Тыко Вылку живописи. В 1903 году на Новую Землю за «неуважительное отношение к власти» был сослан художник и писатель Степан Писахов. В дневнике Писахов написал:

Работы Вылки поразили меня своей «неровностью», в них удивительно сочетается детская неумелость и сила, полнозвучие и утонченность европейских мастеров. Откуда у него это!… Он слишком самобытен, своим природным чутьем Тыко сам найдет свою дорогу. Он сможет показать Новую Землю такой, какой мы, приезжие, её никогда не увидим…
— http://www.nvinder.ru/archive/2006/mar/02/01.html
Писахов был первым, кто подарил Вылке краски и карандаши.
В 1904 году Вылка совершил первую сделку в качестве художника — обменял свою картину на компас и термометр у двух английских путешественников.
В 1909 году на архипелаг приезжает полярный исследователь Владимир Русанов, с Вылкой они обследовали всю Новую Землю и составили её точное картографическое описание.
В этом же году Вылка уезжает в Москву, где учится живописи у Архипова и Переплётчикова. В 1910 году в Архангельске состоялась выставка «Русский Север», где Вылка впервые представил свои работы. В 1911 году умирает старший брат Вылки Андрей, по ненецким традициям Тыко должен был содержать жену и шесть детей своего брата. В связи с этим его обучение в Москве завершилось.
Помимо живописи Вылка интересовался также местным фольклором, в 1914 году он выпускает сборник «Записки о Новой Земле».
После Октябрьской революции 1917 года был председателем поселкового (1918—1934) и Новоземельского островного (1924—1956) советов депутатов трудящихся. Кроме того, он возглавлял промысловую артель и занимался охотничьим промыслом. В 1950-х годах на Новой Земле началось возведение ядерного полигона, всё ненецкое население выселялось с острова. Тыко Вылка с семьёй по распоряжению партии одним из первых перебрался в Архангельск, чтобы стать примером для несогласных к переселению. Он с грустью покидал Новую Землю и до последних дней мечтал увидеть родные места. Тыко Вылка умер в Архангельске в 1960 году в возрасте семидесяти четырёх лет и был похоронен на Вологодском кладбище (могила объявлена объектом культурного наследия).

## Память
Именем Тыко Вылки названы улицы в Архангельске и Нарьян-Маре, а также бухта в заливе Брандта Южного острова Новой Земли.
Ледник Вылки (Карское море, Новая Земля) был назван в 1910 году В. А. Русановым в честь участника экспедиции — Т. Вылки.

## Кинематограф
- 1981 — «Великий самоед» (реж. Аркадий Кордон).

## Семья
Племянник — Николай Вылка — ненецкий писатель, основоположник ненецкой художественной прозы. Художник и поэт, собиратель фольклора, иллюстратор собственных произведений.